# Jens Lindhardt
Jens Hee Lindhardt (født 23. september 1946 i København, Danmark) er en dansk tidligere roer.
Lindhardt var med ved OL 1972 i München, hvor han sammen med Mogens Holm, Bjarne Pedersen, Per Wind og styrmand Kim Wind udgjorde den danske firer med styrmand. Danskerne roede to heat i konkurrencen, et indledende heat og et opsamlingsheat, og sluttede på sidstepladsen i begge.